# 10825 Авґустгерманн
10825 Авґустгерманн (10825 Augusthermann) — астероїд головного поясу, відкритий 18 вересня 1993 року.
Тіссеранів параметр щодо Юпітера — 3,591.